# Khem Birch
Khem Xavier Birch (Montréal, 28 settembre 1992) è un cestista canadese.

## Carriera
Con il Canada ha disputato i Campionati mondiali del 2019.

## Statistiche
| † | Denota le stagioni in cui ha vinto il titolo |

### NCAA
| Anno       | Squadra             | PG | PT | MP   | TC%  | 3P% | TL%  | RP   | AP  | PRP | SP  | PP   |
| ---------- | ------------------- | -- | -- | ---- | ---- | --- | ---- | ---- | --- | --- | --- | ---- |
| 2011-2012† | Pittsburgh Panthers | 10 | 6  | 15,0 | 57,1 | -   | 54,5 | 5,0  | 0,0 | 0,2 | 1,9 | 4,4  |
| 2012-2013  | UNLV R. Rebels      | 26 | 15 | 21,8 | 56,3 | -   | 64,2 | 5,7  | 0,6 | 0,7 | 2,6 | 7,2  |
| 2013-2014  | UNLV R. Rebels      | 33 | 32 | 31,4 | 51,0 | -   | 69,3 | 10,2 | 1,2 | 0,6 | 3,8 | 11,5 |
| Carriera   | Carriera            | 69 | 53 | 25,4 | 53,1 | -   | 66,8 | 7,8  | 0,8 | 0,6 | 3,1 | 8,9  |

#### Massimi in carriera
- Massimo di punti: 20 vs Canisius (22 dicembre 2012)[1]
- Massimo di rimbalzi: 22 vs Nevada-Reno (8 marzo 2014)
- Massimo di assist: 4 vs Wyoming (13 marzo 2014)
- Massimo di palle rubate: 3 vs Nevada-Reno (29 gennaio 2013)
- Massimo di stoppate: 9 vs Utah State (9 dicembre 2019)
- Massimo di minuti giocati: 39 (2 volte)

### NBA

#### Regular season
| Anno      | Squadra         | PG  | PT | MP   | TC%  | 3P%  | TL%  | RP  | AP  | PRP | SP  | PP   |
| --------- | --------------- | --- | -- | ---- | ---- | ---- | ---- | --- | --- | --- | --- | ---- |
| 2017-2018 | Orlando Magic   | 42  | 0  | 13,8 | 54,0 | -    | 68,9 | 4,3 | 0,8 | 0,4 | 0,5 | 4,2  |
| 2018-2019 | Orlando Magic   | 50  | 1  | 12,9 | 60,3 | 0,0  | 69,9 | 3,8 | 0,8 | 0,4 | 0,6 | 4,8  |
| 2019-2020 | Orlando Magic   | 48  | 24 | 19,2 | 51,0 | 0,0  | 65,3 | 4,6 | 1,0 | 0,4 | 0,5 | 4,4  |
| 2020-2021 | Orlando Magic   | 48  | 5  | 19,8 | 45,0 | 19,0 | 74,1 | 5,1 | 1,1 | 0,7 | 0,6 | 5,3  |
| 2020-2021 | Toronto Raptors | 19  | 17 | 30,4 | 55,6 | 29,0 | 63,6 | 7,6 | 1,9 | 0,8 | 1,2 | 11,9 |
| 2021-2022 | Toronto Raptors | 55  | 28 | 18,0 | 48,5 | 0,0  | 74,6 | 4,3 | 1,0 | 0,5 | 0,5 | 4,5  |
| 2022-2023 | Toronto Raptors | 20  | 0  | 8,1  | 59,4 | 50,0 | 80,0 | 1,3 | 0,4 | 0,3 | 0,3 | 2,2  |
| Carriera  | Carriera        | 282 | 75 | 17,1 | 52,0 | 20,0 | 69,8 | 4,4 | 1,0 | 0,5 | 0,5 | 5,0  |

#### Play-off
| Anno     | Squadra         | PG | PT | MP   | TC%  | 3P%  | TL%  | RP  | AP  | PRP | SP  | PP  |
| -------- | --------------- | -- | -- | ---- | ---- | ---- | ---- | --- | --- | --- | --- | --- |
| 2019     | Orlando Magic   | 5  | 0  | 18,3 | 55,6 | -    | 85,7 | 6,2 | 0,8 | 0,2 | 1,0 | 5,2 |
| 2020     | Orlando Magic   | 5  | 0  | 17,9 | 50,0 | -    | 90,9 | 5,0 | 1,4 | 0,2 | 0,0 | 4,8 |
| 2022     | Toronto Raptors | 6  | 4  | 10,5 | 50,0 | 50,0 | -    | 1,5 | 0,5 | 0,2 | 0,2 | 3,0 |
| Carriera | Carriera        | 16 | 4  | 15,3 | 52,1 | 50,0 | 88,9 | 4,1 | 0,9 | 0,2 | 0,4 | 4,3 |

#### Massimi in carriera
- Massimo di punti: 20 vs Denver Nuggets (29 aprile 2021)[2]
- Massimo di rimbalzi: 15 vs Portland Trail Blazers (26 marzo 2021)
- Massimo di assist: 6 vs Utah Jazz (1º maggio 2021)
- Massimo di palle rubate: 4 (2 volte)
- Massimo di stoppate: 4 (5 volte)
- Massimo di minuti giocati: 42 vs Indiana Pacers (16 maggio 2021)

### G League
| Anno      | Squadra           | PG | PT | MP   | TC%  | 3P% | TL%  | RP  | AP  | PRP | SP  | PP   |
| --------- | ----------------- | -- | -- | ---- | ---- | --- | ---- | --- | --- | --- | --- | ---- |
| 2014-2015 | S. Falls Skyforce | 49 | 33 | 26,4 | 70,3 | -   | 67,1 | 9,7 | 1,3 | 0,7 | 1,8 | 11,2 |
| 2017-2018 | Lakeland Magic    | 21 | 20 | 31,9 | 59,9 | -   | 78,7 | 9,6 | 2,8 | 1,2 | 2,5 | 14,0 |
| Carriera  | Carriera          | 70 | 53 | 28,0 | 66,3 | -   | 70,6 | 9,6 | 1,7 | 0,8 | 2,0 | 12,1 |

### Eurolega
| Anno       | Squadra    | PG | PT | MP   | TC%  | 3P% | TL%  | RP  | AP  | PRP | SP  | PP  |
| ---------- | ---------- | -- | -- | ---- | ---- | --- | ---- | --- | --- | --- | --- | --- |
| 2016-2017  | Olympiakos | 37 | 21 | 18,1 | 62,4 | -   | 64,3 | 5,6 | 0,3 | 0,5 | 1,0 | 7,3 |
| 2024-2025† | Fenerbahçe | 36 | 19 | 13,7 | 58,5 | -   | 72,5 | 3,7 | 0,6 | 0,4 | 0,4 | 3,5 |
| Carriera   | Carriera   | 73 | 40 | 15,9 | 61,1 | -   | 66,7 | 4,7 | 0,5 | 0,5 | 0,7 | 5,4 |

## Palmarès

### Squadra
- Campionato turco: 1

Fenerbahçe: 2024-2025
- Coppa di Turchia: 1

Fenerbahçe: 2025
- Eurolega: 1

Fenerbahçe: 2024-2025

### Individuale
- All-NBDL All-Defensive First Team (2015)
- All-NBDL All-Rookie First Team (2015)